# Pompilo
Pompilo (in greco antico: Πομπίλος?) è un personaggio della mitologia greca, un marinaio che cercò di aiutare la ninfa Ocirroe dalle voglie di Apollo.

## Mitologia
Ocirroe, una era una bellissima ninfa figlia di Chesia e Imbraso che suscitò il desiderio di Apollo, figlio di Zeus e che per sfuggirgli si recò in un porto chiedendo aiuto a Pompilo. 

La ragazza sapeva di poter contare su di lui poiché era un caro amico di suo padre e Pompilo dunque, cercò di fare il possibile anche se ciò significava mettersi contro un dio, così s'imbarcarono da Mileto e navigarono fino all'isola di Samo.

### La furia di Apollo
I due credettero di essere al sicuro una volta giunti sull'isola ma non fu così poiché Apollo apparve d'innanzi a loro e prese con sé la ragazza, tramutò Pompilio in pesce e la sua nave in un'enorme roccia.